# Palmeira (Santo Tirso)
Palmeira is een plaats (freguesia) in de Portugese gemeente Santo Tirso en telt 1104 inwoners (2001).